# Ernst Thälmann – Sohn seiner Klasse

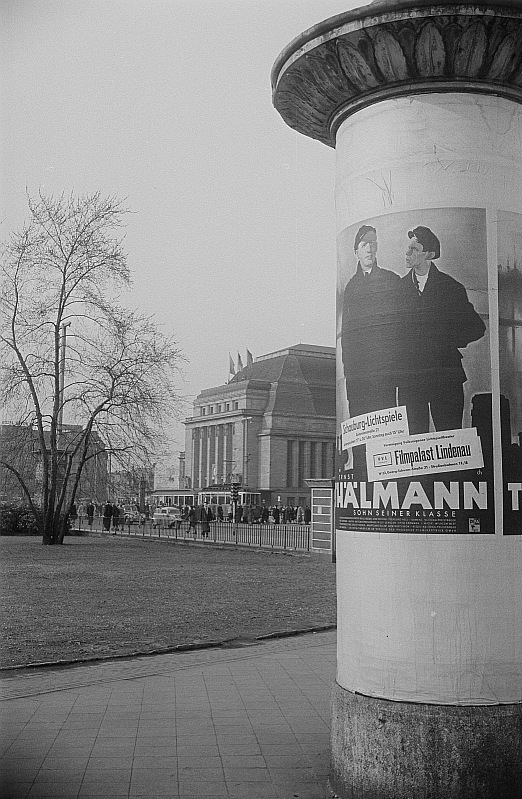
Filmplakat an einer Litfaßsäule beim Leipziger Hauptbahnhof

Ernst Thälmann – Sohn seiner Klasse ist eine deutsche Filmbiografie über den  Politiker, Reichstagsabgeordneten und KPD-Vorsitzenden Ernst Thälmann, die 1954 bei der DDR-Filmproduktionsgesellschaft DEFA unter der Regie von Kurt Maetzig entstand. Im Jahr 1955 erschien der zweite Teil Ernst Thälmann – Führer seiner Klasse, welcher den Zeitraum zwischen 1930 und 1944 umfasst. Vorbilder waren nach Langenhahn die sowjetischen Monumentalfilme Micheil Tschiaurelis wie Der Schwur (Kljatwa, 1946), Der Fall von Berlin (Padenije Berlina, 2 Teile, 1949/1950) und Das unvergeßliche Jahr 1919 (Nesabywajemy god 1919, 1952).

## Handlung
Der Film beginnt in den ersten Novembertagen des Jahres 1918. Der junge Thälmann kämpft in jener Zeit an der Westfront und hört vom revolutionären Aufstand in Kiel. Er desertiert, um seinen Genossen in Hamburg beizustehen. Mit seiner Parole „Dreht die Gewehre um!“ beeinflusst er maßgeblich den Beginn der Novemberrevolution.
Als die Revolution durch den Verrat rechter Sozialdemokraten und die Zersplitterung der Arbeiterklasse in Gefahr gerät, versucht er, die Arbeiter zu einigen. Die unübersehbare Not der einfachen Leute wird zusehends größer. In dieser Situation will der Hamburger Polizeisenator die Löschung einer Schiffsladung mit Lebensmitteln aus Petrograd verhindern. Thälmann setzt sich diesem Vorhaben entgegen. Im Oktober 1923 beginnt der Hamburger Aufstand. Thälmann führt die Vereinigung der Arbeiterklasse herbei und organisiert den Generalstreik sowie einen bewaffneten Arbeiteraufstand.
Durch die Übermacht der Reichswehr werden die Arbeiter schließlich gezwungen, den Kampf einzustellen. Als Schuldiger für das Scheitern des Aufstands wird der „amerikanische Agent“ August Thalheimer genannt, der in diesem Film aber gar nicht mitspielt.

## Hintergrund
Der Film entstand auf Druck der SED-Parteispitze. So ermahnte Walter Ulbricht 1952 die Künstler: „Die DEFA sollte dazu übergehen, Filme über den Kampf um den Aufbau der Grundlagen des Sozialismus zu bringen, (…) und noch mehrere solcher Filme herausbringen, die hervorragende Persönlichkeiten der Geschichte unseres Volkes in ihrem Schaffen darstellen.“ Ulbricht griff persönlich in das Drehbuch ein und fällte ein durchaus positives Urteil: Der Film vermittle „ein lebendiges Bild von der Rolle Ernst Thälmanns.“ Das Werk kann als einer der wichtigsten Propagandafilme der DDR gewertet werden, allerdings wurde er über die Jahre kürzer. Seit 1961 mussten die Zuschauer auf die Szene mit Josef Stalin verzichten.
Wilhelm Pieck, der in dem Film einen Kurzauftritt hat, wurde von seinem Sohn Arthur Pieck dargestellt.
Für die Rolle Thälmanns war nach einem Bericht der Zeit von 1954 ursprünglich Gustav Knuth, und, nach dessen Ablehnung, Claus Holm, vorgesehen. Holm flüchtete jedoch nach West-Berlin.

## Produktion
Die Arbeiten an dem Thälmann-Zweiteiler dauerten fünf Jahre. Mit Produktionskosten zehn Millionen DDR-Mark war er bis zu diesem Zeitpunkt der teuerste von der DEFA produzierte Film. Während der Dreharbeiten trug sich der Volksaufstand vom 17. Juni 1953 zu, bei dem u. a. Arbeiter mit Thälmann-Bildern gegen die Politik der SED demonstrierten.
Der Film wurde im Studio Babelsberg sowie in Dresden und Rostock gedreht. Die Bauten schufen Willy Schiller und Otto Erdmann, die Produktionsleitung übernahm Adolf Fischer.
Der Film wurde am 9. März 1954 im Berliner Friedrichstadt-Palast uraufgeführt.

## Kritiken
„Historisch-biografischer Bilderbogen, der die Geschichte der deutschen Arbeiterbewegung nachzuzeichnen versucht und die historische Wahrheit durch eine ‚parteiliche Sicht auf die Geschichte‘ ersetzt. Gelungen sind weniger die pathetischen Rededuelle als die abenteuerlichen Kampfszenen in den Hamburger Katakomben.“

## Auszeichnungen
- Nationalpreis der DDR 1954:
  - Nationalpreis I. Klasse an Kurt Maetzig (Regie und Drehbuch)
  - Nationalpreis I. Klasse an Willi Bredel und Michael Tschesno-Hell (Drehbuch)
  - Nationalpreis I. Klasse an Karl Plintzner (Kamera)
  - Nationalpreis I. Klasse an Günther Simon (Darsteller)
- Internationales Filmfestival Karlovy Vary 1954: Friedenspreis

## Stimmen zum Film
„Die führende Idee dieser Filme (Ernst Thälmann I und II) war für mich, dass dieser Arbeiterführer Ernst Thälmann gesagt hatte: ‚Wer Hindenburg wählt, wählt Hitler, und wer Hitler wählt, wählt den Krieg.‘ Allein diese klare Aussage rechtfertigte den Film, der aber in vielen Einzelheiten von der stalinistischen Geschichtsauffassung geprägt ist. (…) Der Film versucht, Thälmann auf einen Sockel zu stellen. Und das halte ich für falsch, hielt ich übrigens damals schon. (…) Ich habe den Film gemacht, und der erste Teil ist meiner Meinung nach in Grenzen ansehbar und hat auch künstlerische Qualitäten, während der zweite Teil mehr und mehr abfällt wegen der Überfülle des Stoffes und der Idealisierung der Gestalt. In vielen Punkten ist er mir einfach peinlich.“

„… Aber das ist nicht Biographie, nicht einmal ein Ausschnitt aus einer Biographie Ernst Thälmanns, sondern es ist der von Parteiideologen und ihren sowjetischen Zensoren unternommene Versuch, die Wahrheit der deutschen und europäischen Geschichte nach dem ersten Weltkriege umzubiegen in eine Zweckwahrheit der Tendenz. Sie besagt, daß Deutschlands blutig-schwerer Weg der letzten 30 Jahre vermieden worden wäre, wenn sich die Deutschen schon nach 1918, Ernst Thälmann folgend, vertrauensvoll dem immer gleichbleibend freundlichen Helfer der Sowjetunion in die Arme geworfen hätten.
Der Regisseur Kurt Maetzig, der letzte der Defa verbliebene Könner, drehte vor vielen Jahren den imponierenden Film Ehe in Schatten. Die dort erlebte suggestive Bildkraft ist auch im Thälmann-Film lebendig – um so erschreckender freilich, als es sich um eine gestellte historische und menschliche Kulisse handelt. Um einen Propagandafilm, der alles von den Russen gelernt hat: von der Staffage ihrer Tendenzfilme, die ein Leben, das längst im Schema erstarrt ist, auf der Leinwand gespenstisch wiedererwecken wollen.“